# 王师约
王师约（1044年—1102年），字君授，洛阳县（今河南省洛阳市）人，北宋驸马。

## 生平
王审琦玄孙，王承衍曾孙，王克臣子。少好学，宋英宗想让儒臣作为女婿，赐王师约进士及第，娶宋英宗女、宋神宗妹徐国公主为妻，为驸马都尉。宋神宗即位，拜嘉州刺史，迁成州团练使、汝州防御使、晋州观察使。宋哲宗即位，转任镇安军节度观察留后。宣仁太后亲政，王师约上书言事，大臣认为其职位不应当上书言事，被褫其职。宋徽宗时，为枢密都承旨。卒谥恭惠。